# Kaj Sierhuis
Kaj Sierhuis (Athene, 27 april 1998) is een Nederlands voetballer die vooral als centrumspits speelt. In augustus 2023 verruilde Sierhuis Stade Reims voor Fortuna Sittard.

## Clubcarrière

### Ajax
Sierhuis tekende op 5 augustus 2016 zijn eerste profcontract bij AFC Ajax, tot en met de zomer van 2019. Doordat veel spelers van Jong Ajax mochten meespelen met het eerste team, kwam er voor Kaj Sierhuis een plekje vrij in de selectie van Marcel Keizer in het belofteteam. Op 25 november 2016 maakte hij zijn debuut in het Nederlands betaalde voetbal, in de 2-1 gewonnen thuiswedstrijd tegen Telstar. Hij mocht 12 minuten voor tijd invallen. Sierhuis viel op 9 december 2016 voor de derde keer in, tijdens een competitiewedstrijd thuis tegen Jong PSV. Hij maakte even later zijn eerste doelpunt in het betaald voetbal, de winnende 1–0. Sierhuis maakte zijn basisdebuut in Eerste divisie op 16 december 2016, in een 2-4 gewonnen wedstrijd uit tegen Helmond Sport.
Onder de nieuwe trainer van AFC Ajax 1, Erik ten Hag, mocht Sierhuis direct mee op trainingskamp naar Portugal, waar de selectie van het eerste team zich voorbereidde op de tweede seizoenshelft van het seizoen 2017/2018. Tijdens dit trainingskamp maakte Sierhuis zijn officieuze debuut voor Ajax 1. In de oefenwedstrijd tegen MSV Duisburg (1-1) scoorde hij het enige Ajax-doelpunt.
Op 25 juli 2018 maakte Kaj Sierhuis in de Champions League-voorronde tegen Sturm Graz zijn officiële debuut. In de 87e minuut verving hij Klaas-Jan Huntelaar.

### FC Groningen
In de winterstop van seizoen 2018/2019 werd Sierhuis verhuurd aan FC Groningen. Onderdeel van dit contract was een optie tot koop met terugkoopoptie. Op 2 februari maakte hij zijn eerste officiële  Eredivisie-doelpunt in de wedstrijd Willem II - FC Groningen (1-2). In met name het najaar 2019 bewees Sierhuis zijn waarde voor FC Groningen door betrokken te zijn bij een groot aandeel van de doelpunten. Een opmerkelijk moment was de kopstoot van Tim Coremans op de spits tijdens de wedstrijd FC Groningen - Sparta (2-0).

### Stade Reims
In januari 2020 tekende Sierhuis een contract tot 2024 bij Stade Reims, dat € 4.000.000 euro voor hem aan Ajax betaalde. Bij zijn debuut voor Stade Reims viel Sierhuis na 13 minuten geblesseerd uit.

### Heracles Almelo
In 2021 werd Sierhuis verhuurd aan Heracles Almelo.

### Fortuna Sittard
Op 2 augustus 2023 wordt hij door Fortuna gekocht van Stade Reims. In de wedstrijd tegen Excelsior op zondag 3 maart 2024 scoort hij in de eerste helft een hattrick en levert ook nog 2 assists af.

## Carrièrestatistieken
| Seizoen | Club              | Competitie     | Competitie | Competitie | Beker | Beker | Europa | Europa | Overig | Overig | Totaal | Totaal |
| Seizoen | Club              | Competitie     | Wed.       | Dlp.       | Wed.  | Dlp.  | Wed.   | Dlp.   | Wed.   | Dlp.   | Wed.   | Dlp.   |
| ------- | ----------------- | -------------- | ---------- | ---------- | ----- | ----- | ------ | ------ | ------ | ------ | ------ | ------ |
| 2016/17 | Jong Ajax         | Eerste divisie | 8          | 4          | 0     | 0     | 0      | 0      | 0      | 0      | 8      | 4      |
| 2017/18 | Jong Ajax         | Eerste divisie | 20         | 14         | 0     | 0     | 0      | 0      | 0      | 0      | 20     | 14     |
| 2018/19 | Jong Ajax         | Eerste divisie | 13         | 4          | 0     | 0     | 0      | 0      | 0      | 0      | 13     | 4      |
| 2018/19 | Ajax              | Eredivisie     | 2          | 0          | 0     | 0     | 1      | 0      | 0      | 0      | 3      | 0      |
| 2018/19 | → FC Groningen    | Eredivisie     | 17         | 3          | 0     | 0     | 0      | 0      | 2      | 1      | 19     | 4      |
| 2019/20 | → FC Groningen    | Eredivisie     | 15         | 6          | 2     | 0     | 0      | 0      | 0      | 0      | 17     | 6      |
| 2019/20 | Stade Reims       | Ligue 1        | 1          | 0          | 0     | 0     | 0      | 0      | 0      | 0      | 1      | 0      |
| 2020/21 | Stade Reims       | Ligue 1        | 24         | 0          | 1     | 1     | 2      | 0      | 0      | 0      | 27     | 1      |
| 2021/22 | Stade Reims       | Ligue 1        | 2          | 0          | 0     | 0     | 0      | 0      | 0      | 0      | 2      | 0      |
| 2021/22 | → Heracles Almelo | Eredivisie     | 18         | 4          | 1     | 0     | 0      | 0      | 0      | 0      | 19     | 4      |
| 2022/23 | Stade Reims       | Ligue 1        | 14         | 0          | 3     | 2     | 0      | 0      | 0      | 0      | 17     | 2      |
| 2023/24 | Fortuna Sittard   | Eredivisie     | 31         | 12         | 4     | 3     | 0      | 0      | 0      | 0      | 35     | 15     |
| 2024/25 | Fortuna Sittard   | Eredivisie     | 11         | 1          | 0     | 0     | 0      | 0      | 0      | 0      | 11     | 1      |
| Totaal  | Totaal            | Totaal         | 176        | 48         | 11    | 6     | 3      | 0      | 2      | 1      | 192    | 55     |

Bijgewerkt op 10 juni 2025.
1 Koopmans ·
4 Adewoye ·
5 Grujčić ·
6 Van Ottele ·
7 Peterson ·
8 Dahlhaus ·
9 Sierhuis ·
10 Halilović ·
11 Aïko ·
12 Pinto  ·
14 Guth ·
17 Demir ·
19 Radulović ·
20 Michut ·
22 Bastien ·
23 Da Cruz ·
24 Sinkgraven ·
25 Martens ·
27 Hermsen ·
28 Mitrović ·
29 Et Taïbi ·
30 Bah ·
31 Branderhorst ·
32 Rosier ·
33 Bullaude ·
35 Dijks ·
36 Johnson ·
36 Burak Sayın ·
37 Bisschops ·
38 Schenkhuizen ·
39 Korkmazyürek ·
71 Bayram ·
77 Tunjić ·
80 Fosso ·
Coach: Buijs
· Assistent-trainer: Boessen
· Assistent-trainer: Poldervaart
· Keeperstrainer: Creemers